# Condado de Split-Dalmácia
O Condado de Split-Dalmácia (em croata: Splitsko-dalmatinska županija) é um condado da Croácia. Sua capital é a cidade de Split.

## Divisão administrativa
O Condado está dividido em 16 Cidades e 39 Municípios.
As cidades são:
- Hvar
- Imotski
- Kaštela
- Komiža
- Makarska
- Omiš
- Sinj
- Solin
- Split
- Stari Grad
- Supetar
- Trilj
- Trogir
- Vis
- Vrgorac
- Vrlika

As municípios são:
- Baška Voda
- Bol
- Brela
- Cista Provo
- Dicmo
- Dugi Rat
- Dugopolje
- Gradac
- Hrvace
- Jelsa
- Klis
- Lećevica
- Lokvičići
- Lovreć
- Marina
- Milna
- Muć
- Nerežišća
- Okrug
- Otok
- Podbablje
- Podgora
- Podstrana
- Postira
- Prgomet
- Primorski Dolac
- Proložac
- Pučišća
- Runovići
- Seget
- Selca
- Sućuraj
- Sutivan
- Šestanovac
- Šolta
- Tučepi
- Zadvarje
- Zagvozd
- Zmijavci